# L'Ennemi silencieux (film, 1930)
Pour les articles homonymes, voir L'Ennemi silencieux.
Pour plus de détails, voir Fiche technique et Distribution.
L'Ennemi silencieux (The Silent Enemy) est un film muet américain  de 84 minutes réalisé par Harry P. Carver sorti le 2 août 1930.
Le film relate des aventures d'Indiens Ojibwas du Canada.

## Synopsis
Un documentaire sur la vie des Indiens dans le Nord du Canada.

## Distribution
- Chief Yellow Robe : Chetoga
- Chief Buffalo Child Long Lance : Baluk
- Chief Akawanush : Dagwan
- Mary Alice Nelson Archambaud : Neewa
- Cheeka : Cheeka